# Conrad Lant

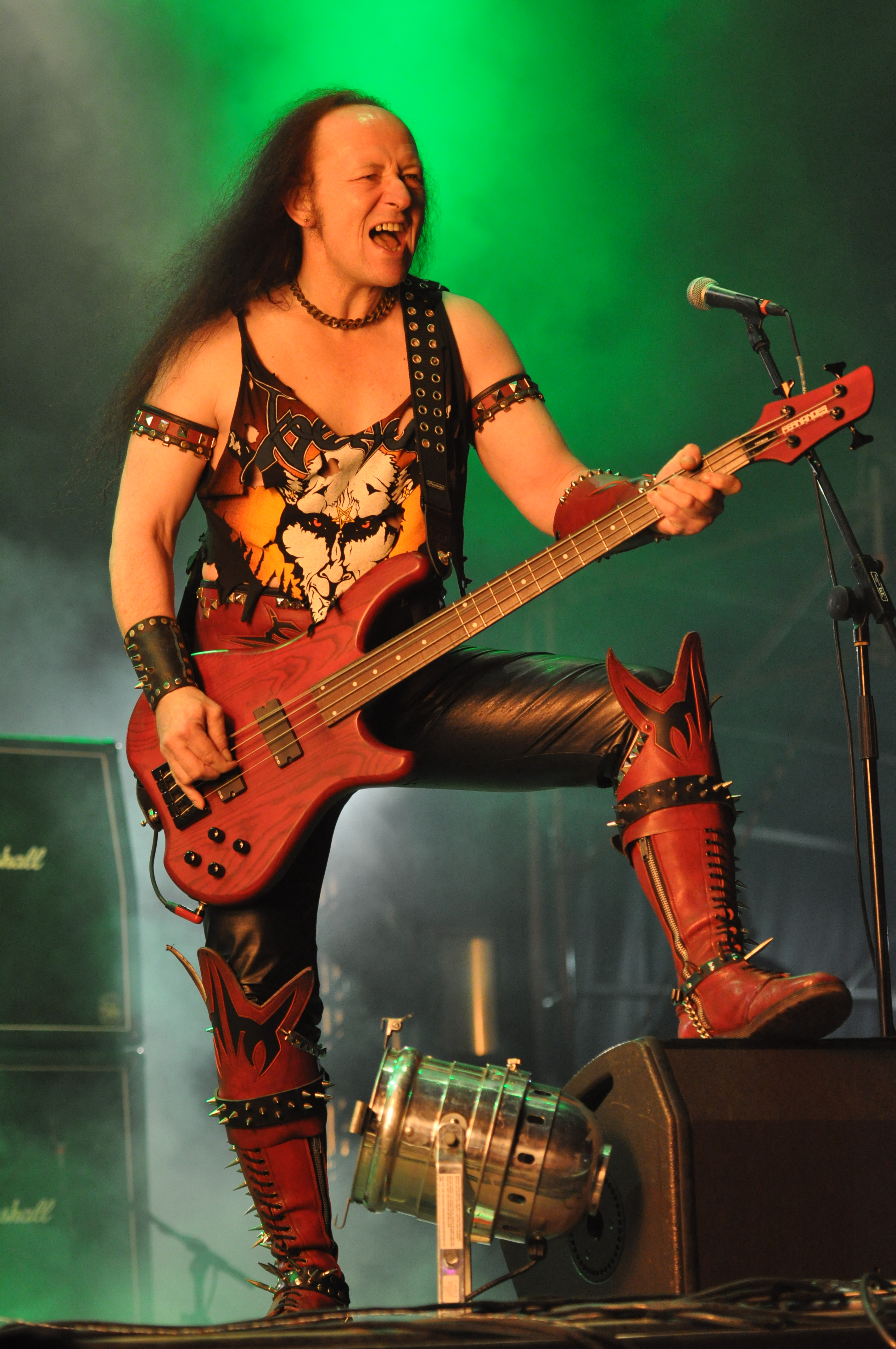
Cronos auf dem Party.San 2013

Conrad Thomas Lant (* 15. Januar 1963), besser bekannt unter dem Pseudonym Cronos, ist ein englischer Musiker und Songwriter. Er war von 1979 bis 1987 und ist seit 1995 Bassist und Sänger der britischen Metal-Band Venom.

## Biographie

### Frühes Leben
Cronos bezeichnet die Sex Pistols als lebensverändernde Erfahrung; die Punk-Ära sei genau das gewesen, was jeder gebraucht habe; er habe Leuten sogar erzählt, Johnny Rotten wäre sein Vater, obwohl dieser nur ungefähr sechs Jahre älter als Cronos sei. In seiner Zeit vor Venom half er in den Impulse-Studios aus und wurde von David Wood gebeten, „eine dieser neuen Rock-Bands“ (gemeint sind die Vertreter der New Wave of British Heavy Metal [NWoBHM]) ins Studio zu bringen; er bot Cronos außerdem an, im A&R-Bereich für ihn zu arbeiten. Cronos wählte die Band Tygers of Pan Tang, die er jede Woche in einem Club namens Mingles (später Idols) auftreten sah; ihr Tonträger wurde die dritte Veröffentlichung von Woods’ Plattenfirma Neat Records und sorgte für deren Erfolg. Cronos entdeckte viele der heute bekannten New-Wave-of-British-Heavy-Metal-Bands auf Konzerten und verschaffte auch seiner eigenen Band Venom einen Vertrag bei Neat Records; sie sollte „die Suche nach mehr Brutalität richtig ins Rollen“ bringen, wurde ein weiterer wichtiger Vertreter der NWoBHM und prägte unter anderem den Thrash Metal und Black Metal entscheidend.

### Solokarriere
1988 verließ Cronos die Band, um eine Solokarriere mit seiner gleichnamigen Band Cronos zu starten. Er war Gastsänger bei einer Vielzahl von Studioalben anderer Bands (u. a. Enthroned, Cradle of Filth, Warpath, Massacre und Necrodeath). Weiterhin war er als Produzent für einige Bands seines Genres tätig.
Venom versuchte derweilen, ohne Cronos weiterzumachen, jedoch brachten sie nur wenige Alben heraus, bis sie 1993 ihre Anstrengungen mangels Erfolg einstellten. 1995 schloss sich Cronos Venom wieder an und sie spielten 1996 als Headliner auf dem Dynamo Festival vor 90.000 Fans.

### Spätere Entwicklungen

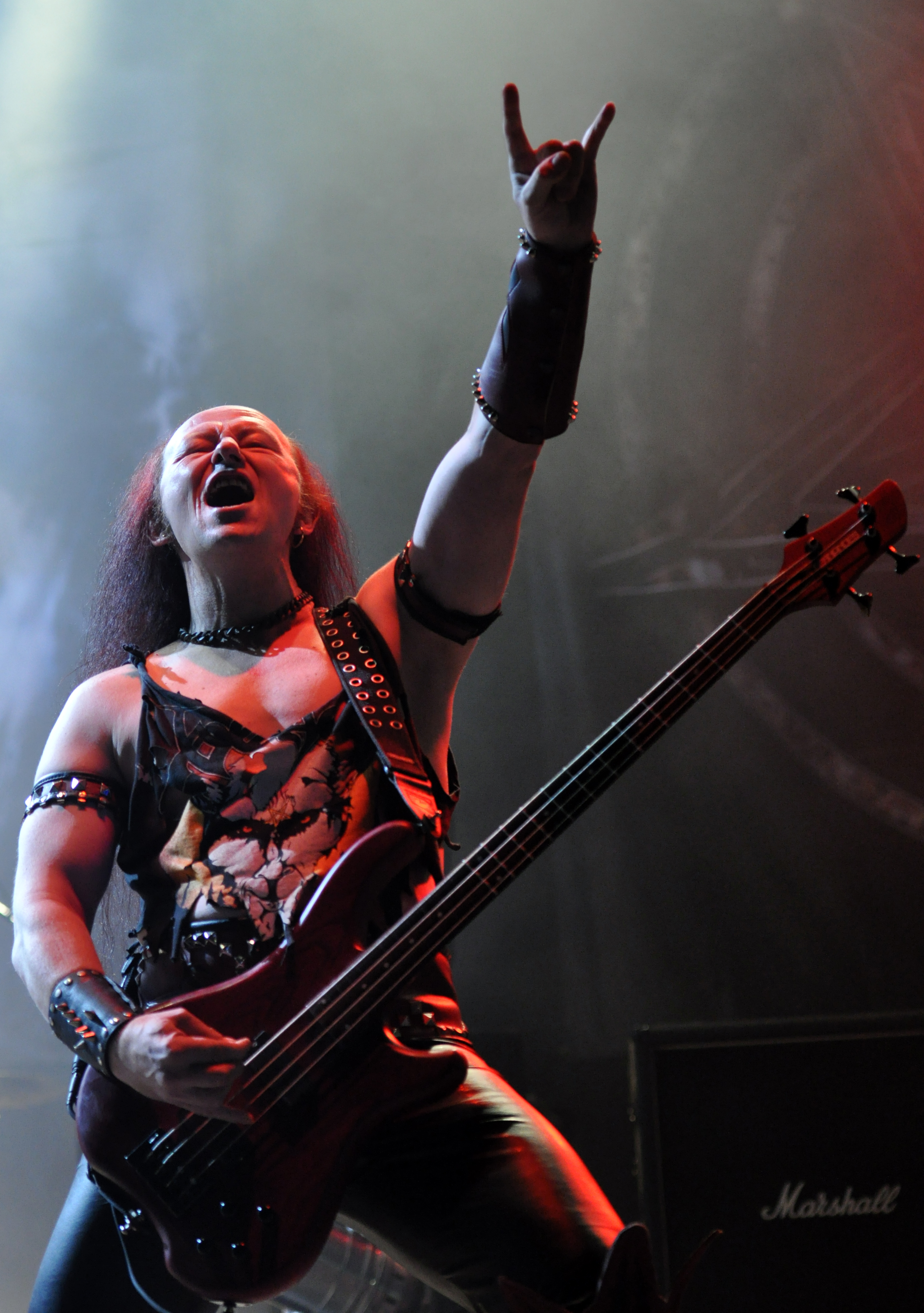
Cronos live mit Venom (2013)

2000 spielte Venom als Headliner auf dem Wacken Open Air und nach einem einmaligen Konzert in den Niederlanden wurde die Band gezwungen, eine mehrjährige Pause aufgrund eines Kletterunfalls Cronos' im Jahr 2002 einzulegen. Die Verletzung ließ weder das E-Bass spielen, noch das Singen zu. Die Pause nutze Cronos, um sich dem Game Designing zu widmen. Er studierte 3D-Gestaltung und Spieleentwicklung und wurde zum Hauptmultimediaentwickler der Firmen K-Class Systems und Globalfibre.tv.
Cronos kehrte 2003 zu Venom zurück und brachte seinen Bruder Antton mit, der das Schlagzeug übernahm. Außerdem rekrutierte er Michael Alan Hickey. Nach einigen Jahren der intensiven Planung und des Songwritings veröffentlichte Venom 2006 das Album Metal Black bei Sanctuary Records. Weiterhin wirkte Cronos 2004 bei Dave Grohls Heavy-Metal-Nebenprojekt Probot mit und war außerdem auf Knights of the 21st Century aus dem 2005 erschienenen Album Chapter V: Unbent, Unbowed, Unbroken von Hammerfall zu hören.

## Diskografie

### Mit Venom
- siehe Venom (Band)#Diskografie

### Mit Cronos
- Dancing in the Fire (1990)
- Rock n’ Roll Disease (1991)
- Venom (1995)
- Hell to the Unknown (2006)

### Gastauftritte
- Pure Filth von Warfare (1984) – Gesang und Bass bei Rose Petals Fall from Her Face
- Beware of the Dog von Tysondog (1984) – Hintergrundgesang bei Demon
- Mayhem Fuckin’ Mayhem von Warfare (1986) – Gesang bei You’ve Really Got Me
- Inhuman Condition von Massacre (1992) – Gesang bei Warhead (Venom-Cover)
- Unholy Trinity von Blitzkrieg (1995) – Gesang bei Countess Bathory (Venom-Cover)
- Dusk… and Her Embrace von Cradle of Filth (1996) – die gesprochenen Wörter in Haunted Shores
- Towards the Skullthrone of Satan von Enthroned (1997) – Hintergrundgesang bei Satan’s Realm (Intro) und Final Armageddon (Epilogue)
- Probot von Probot (2004) – Gesang und Bass bei Centuries of Sin
- Chapter V: Unbent, Unbowed, Unbroken von Hammerfall (2005) – Gesang von Knights of the 21st Century
- 100% Hell von Necrodeath (2006) – gesprochene Passage bei Forever Slaves

### Produktion
- Beware of the Dog von Tysondog (1984)
- Se parare nex von The Blood (1985)
- Mayhem Fuckin’ Mayhem von Warfare (1986)